# Боусон, Яго
Яго Боусон Амоэдо (исп. Iago Bouzón Amoedo; род. 16 марта 1983, Редондела) — испанский футболист, защитник.

## Клубная карьера

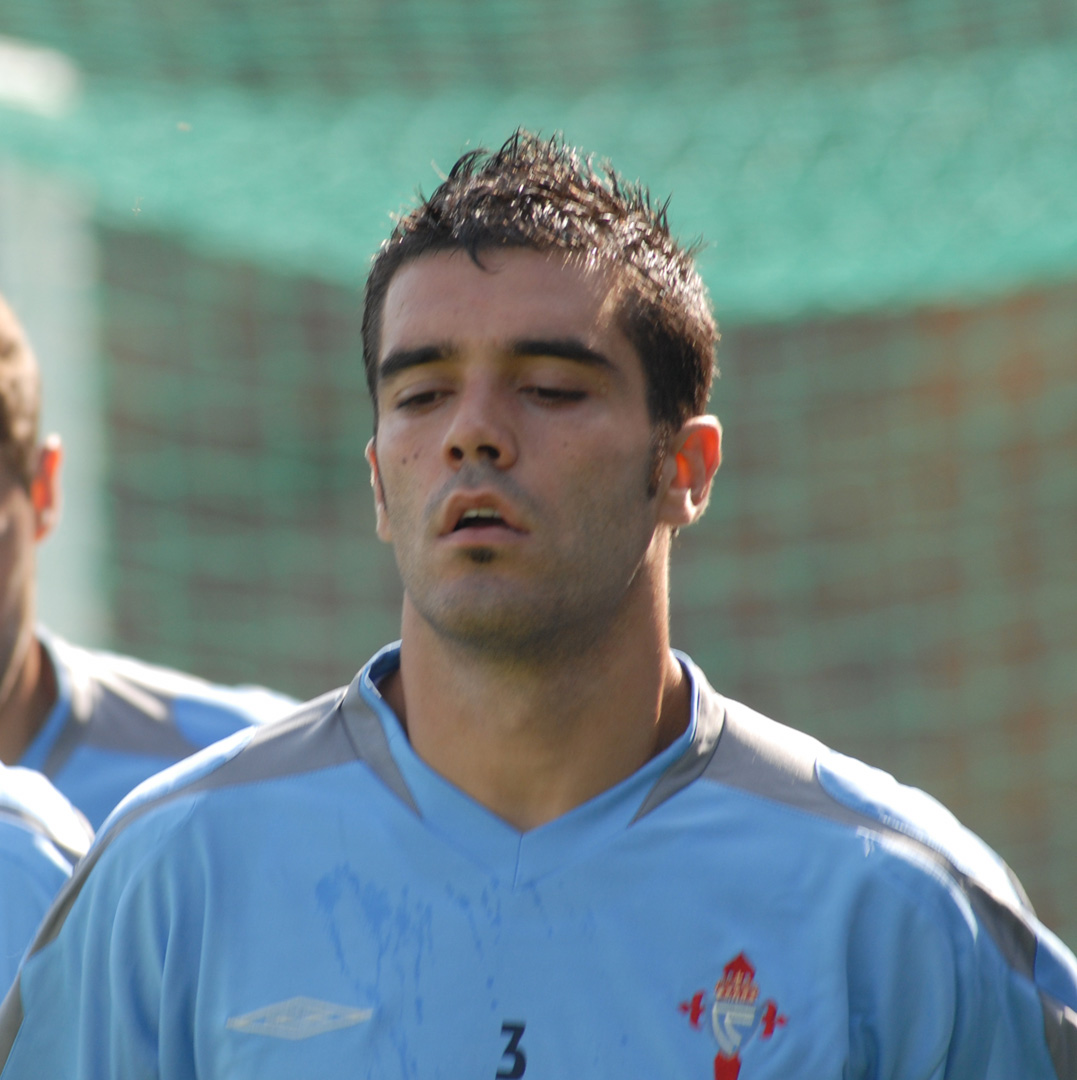
Боусон в составе «Сельты»

Родился в Редонделе, провинция Понтеведра. Дебютировал в профессиональном футболе за «Сельту» за четыре дня до своего 17-летия, но за первые пять лет своей карьеры сыграл только в четырёх матчах основной команды, играя в основном за резерв.
Боусон подписал контракт с «Рекреативо» в 2005 году, первоначально находясь в аренде. Он был ключевым защитником команды, добившейся повышения в классе в сезоне 2005/06.
В конце июня 2010 года, проведя один из своих лучших сезонов в карьере (сыграл 30 матчей и забил 2 гола), Боусон подписал 2-х летний контракт с «Омонией» в качестве свободного агента. В ноябре он получил серьёзную травму и он выбыл на восемь месяцев.
Через 2 года Боусон вернулся в Испанию, в течение 5 лет представляя «Херес», «Кордову» и «Химнастик». Со второй командой он вышел в высший дивизион в сезоне 2013/14, в котором установил новый личный рекорд, сыграв 32 матча и забив один гол.

## Достижения
«Омония»
- Обладатель кубка Кипра: 2010/11, 2011/12.
- Обладатель суперкубка Кипра: 2010.

Испания (до 20)
- Серебряный призёр юношеского Чемпионата Мира: 2003.